# Doliornis remseni
Cotinga-de-barriga-ruiva ou cotinga-de-ventre-castanho (Doliornis remseni) é uma espécie de ave da família Cotingidae.
Pode ser encontrada nos seguintes países: Colômbia, Equador e Peru.
Os seus habitats naturais são: regiões subtropicais ou tropicais húmidas de alta altitude e campos de altitude subtropicais ou tropicais.
Está ameaçada por perda de habitat.